# ゼネラルユニオン
ゼネラルユニオン（英語：General Union、略称：GU）は、1991年に創設された大阪に本拠を置く労働組合である。いかなる国籍のいかなる雇用形態の下で働く労働者もゼネラルユニオンの組合員になることができる。貿易会社、工場、レストランで働いている組合員もいるが、大半の組合員は関西地方及び中部地方の民間語学学校、高等学校、大学で働いている。組合員は関西外国語大学、立命館大学、大阪外語専門学校やECC、Berlitz、GABAのような語学学校で働いている。近年になって組合は、フィリピン人労働者や南米人労働者の間でも組合結成活動を始めた。

## 概要
ゼネラルユニオンは、全国一般労働組合全国協議会の傘下にある組合であり、この全国一般労働組合全国協議会は日本に存在する3大労働組合連合組織の一つである全国労働組合連絡協議会（全労協）の構成メンバーでもある。